# Trichonotus cyclograptus
Trichonotus cyclograptus és una espècie de peix de la família dels triconòtids i de l'ordre dels perciformes.

## Hàbitat i distribució geogràfica
És un peix marí, demersal i de clima tropical, el qual viu a l'Índic oriental: la badia de Bengala (l'Índia).

## Observacions
És inofensiu per als humans.